# Польское демократическое общество
Польское демократическое общество (пол. Towarzystwo Demokratyczne Polskie) — польская политическая организация Великой эмиграции. Представляла собой многочисленную группу польской эмигрантской интеллигенции демократических взглядов. Свою программу Польское демократическое общество представило в двух манифестах. Главной целью общества была объявлена деятельность по восстановлению польской государственности силами польского народа.

## История
Польское демократическое общество было создано 17 марта 1832 года в Париже после отделения небольшой группы от Польского национального комитета, который действовал во Франции с 1831 по 1832 год. Польское демократическое общество основали Тадеуш Кремповский и Александр Пулаский, которые выпустили так называемый «Малый манифест». В этом манифесте они обвиняли в поражении Ноябрьского восстания польскую шляхту, которая не сумела решить крестьянский вопрос и предлагали радикальные социальные реформы в будущей независимой Польше. Общество обещало после восстановления независимой Польши наделить крестьян землёй без всякой компенсации землевладельцам. В манифесте было объявлено, что будущая Польша будет демократическим государством.
В начале 1836 года был создан главный орган общества — Централизация, состоящая из пяти демократически избираемых членов, которая руководила различными секциями организации. Централизация разработала текст нового Манифеста. Проект нового Манифеста был принят 1.135 голосами и провозглашён 4 января 1836 года в Пуатье. Новый манифест стал называться «Великим манифестом» («Пуатьерским манифестом»). В отличие от первого манифеста он представлял более консервативные взгляды: в нём уже не акцентировались обвинения против польской шляхты. После «Великого манифеста» от Польского демократического общества отделилась организация с более радикальными взглядам под названием Громады польского народа.
С 1840 года Польское демократическое общество стало заниматься подготовкой восстания, которое планировалось организовать во всех трёх частях разделённой Польши.
Печатным органом Польского демократического общества была газета «Demokrata Polski».
В 1846 году некоторые члены Польского демократического общества принимали участие в Краковском восстании.
После европейских революций Централизация общества перебралась в Лондон, где её деятельностью управлял Войцех Дараш.
В 1862 году деятельность Польского демократического общества была прекращена.

## Известные личности общества
- Кремповецкий, Тадеуш Шимон (1798–1847) — политик
- Мерославский, Людвик (1814—1878) — генерал.
- Реттель, Леонард (1811—1885) — польский политик, повстанец, писатель, поэт, переводчик.

## Источник
- История Польши с древнейших времен до наших дней, Научное издательство ПВН, Варшава, 1995, стр. 181, ISBN 83-01-11764-8
- Historia Polski, Tom II, Warszawa, Państwowe Wydawnictwo Naukowe, 1959, стр. 85